# Liste der badischen Lokomotiven und Triebwagen
Diese Liste enthält eine Übersicht über die Lokomotiven der Großherzoglichen Badischen Staatsbahn.
Die Staatsbahn besaß zwischen 1840 und 1920 insgesamt 1681 Lokomotiven. Der höchste Bestand war um 1920 mit 915 Lokomotiven zu verzeichnen. 620 sind 1925 nach dem Baureihenschema der Deutschen Reichsbahn umgezeichnet worden.

## Bezeichnungsschema
Bei der Großherzoglichen Badischen Staatsbahn wurden die Lokomotiven nach Gattungen geordnet und erhielten eine Bahnnummer sowie einen Namen. Die vergebenen Namen entstammten dem Tierreich, der Geografie (Flüsse, Berge, Städte) sowie Personen. Da mit fortlaufender Beschaffung die Namenswahl immer schwieriger wurde, verzichtete man ab der 1868 beschafften Lokomotive mit der Nr. 218 auf eine Namensgebung. 1882 wurden alle Namensschilder entfernt.
Die Bahnnummern wurden fortlaufend vergeben. Wurden Lokomotiven ausgemustert, wurden die freiwerdenden Nummern an die nächsten neuen Loks vergeben. Bis 1882 wurde auch der Name mit übernommen. 1872 wurde versucht, die Nummernfolge der Lokomotiven innerhalb der Gattungen zu ordnen. Es wurden unter Beibehaltung der Namen die Bahnnummern ausgetauscht. Da sich der praktische Nutzen in Grenzen hielt, wurde diese Ordnung bereits fünf Jahre später wieder aufgegeben. Ab den 1880er Jahren versuchte die Staatsbahn nochmals, die Bahnnummern etwas zu ordnen. Zuerst begann man Rangierlokomotiven mit Nummern ab 500 zu versehen. Als durch den normalen Fahrzeugpark diese Schwelle erreicht wurde, erhielten die Lokomotiven 600er Nummern und später nochmals um 1000 höhere Nummern.
Im Gegensatz zu anderen Bahnen wurden bereits ab Betriebsbeginn Gattungsbezeichnungen eingeführt. Für jedes neues Baulos wurde eine neue Gattungsnummer vergeben. Bis 1868 entstanden so die Gattungen I bis XIV. 1868 führte man ein neues System ein. Dabei wurden Loks mit gleichen Merkmalen oder Anforderungen zusammengefasst.
| Gattung | Bauart                                                                 |
| ------- | ---------------------------------------------------------------------- |
| I       | Leichte Tenderlokomotiven                                              |
| II      | Neuere Schnellzuglokomotiven mit zweifach gekuppelten Achsen           |
| III     | Ältere Schnellzuglokomotiven mit zweifach gekuppelten Achsen           |
| IV      | Personenzug- und Schnellzuglokomotiven mit dreifach gekuppelten Achsen |
| V       | Ältere Lokomotiven für gemischte Züge                                  |
| VI      | Neuere Personenzugtenderlokomotiven                                    |
| VII     | Güterzuglokomotiven mit dreifach gekuppelten Achsen                    |
| VIII    | Güterzuglokomotiven mit vier gekuppelten Achsen                        |
| IX      | Zahnradlokomotiven                                                     |
| X       | Schwere Rangierlokomotiven, Kranlokomotive                             |

Die bisher in das alte Schema eingeordneten Lokomotiven wurden entsprechend in die neuen Gattungen übernommen. Zur besseren Unterscheidbarkeit sind die alten Gattungsbezeichnungen im Folgenden kursiv gesetzt.
| altes Schema     | neues Schema                               |
| ---------------- | ------------------------------------------ |
| Ia, Ib, Ic       | IIa (ex Ic); andere bereits ausgemustert   |
| II               | IIb                                        |
| IIIa, IIIb, IIIc | IIb (ex IIIc); andere bereits ausgemustert |
| IV               | IIb                                        |
| V                | Vb                                         |
| VI               | bereits ausgemustert                       |
| VII              | Vc                                         |
| VIII             | Vc                                         |
| IX               | IIa                                        |
| Xa, Xb, Xc, Xd   | VI (ex Xc); VIIa (ex Xd); VIIb (ex Xa, Xb) |
| XI               | Va                                         |
| XII              | III                                        |
| XIII             | Ia                                         |
| XIV              | IVa                                        |

Durch zusätzliche Kleinbuchstaben „a“ bis „h“ wurden verschiedene Bauarten innerhalb einer Gattung gekennzeichnet. Zusätzlich wurde jede Lieferserie noch mit einem hochgestellten Index gekennzeichnet.
So ist die VIb10 die zehnte Lieferung von Personenzugtenderlokomotiven der Gattung VIb.

## Dampflokomotiven
Vor 1868 gültige Gattungsbezeichnungen sind in den Tabellen zur besseren Unterscheidbarkeit kursiv gesetzt.

### Breitspurlokomotiven der Anfangszeit für alle Zugarten
Diese Lokomotiven waren ursprünglich für die badische Breitspur von 1600 mm gebaut und wurden bei der Umspurung 1854 größtenteils auf Regelspur umgebaut. Keine der Lokomotiven wurde mehr auf eine Betriebsnummer der Deutschen Reichsbahn umgezeichnet.
| Gattung alt bis 1868 | Gattung neu ab 1868 | Bahnnummer(n) | Anzahl | Baujahr(e) | Bauart | Bemerkungen                                                                                                   | Bild |
| -------------------- | ------------------- | ------------- | ------ | ---------- | ------ | --- | ---- |
| Ia                   |                     | 1–6           | 6      | 1839–1843  | 1A1 n2 | 3 Lok auf Regelspur umgebaut, dabei in 1A1 n2t umgewandelt                                                    |      |
| Ib                   |                     | 7–15          | 9      | 1842–1843  | 1A1 n2 | alle auf Regelspur umgebaut, Nr. 15 dabei in 1A1 n2t umgewandelt                                              |      |
| II                   | IIb alt             | 16–19         | 4      | 1843–1844  | 1A1 n2 | alle auf Regelspur umgebaut, dabei in 2A n2 mit Blindwelle umgewandelt                                        |      |
| IIIa                 |                     | 20–24         | 5      | 1844       | 1A1 n2 | alle auf Regelspur umgebaut                                                                                   |      |
| IIIb                 |                     | 25–28         | 4      | 1844       | 1A1 n2 | alle auf Regelspur umgebaut                                                                                   |      |
| IIIc                 | IIb alt             | 29–36         | 8      | 1845       | 1A1 n2 | alle auf Regelspur umgebaut                                                                                   |      |
| IV                   | IIb alt             | 37–41         | 5      | 1845       | 1A1 n2 | alle auf Regelspur umgebaut                                                                                   |      |
| V                    | Vb                  | 42–46         | 5      | 1845       | 1B n2  | alle auf Regelspur umgebaut, dabei in 1A1 n2 mit Außenrahmen umgewandelt                                      |      |
| VI                   |                     | 47–54         | 8      | 1845       | C n2   | alle auf Regelspur umgebaut, dabei in 1B n2 mit Außenrahmen umgewandelt                                       |      |
| VII                  | Vc                  | 55–58         | 4      | 1846       | 2'B n2 | alle auf Regelspur umgebaut                                                                                   |      |
| VIII                 | Vc                  | 59–65         | 7      | 1847       | 1A1 n2 | alle auf Regelspur umgebaut, 1865 zweiter Umbau in 1B n2t                                                     |      |
| VIII                 |                     | 66            | 1      | 1846       | 1A1 n2 | von Hartmann & Lindt unbrauchbar geliefert, 1848 von Kessler betriebstüchtig umgebaut; auf Regelspur umgebaut |      |

### Personen- und Schnellzuglokomotiven
| Gattung              | Bahnnummer(n)                              | DR-Nummer(n)                                                         | Anzahl   | Baujahr(e)  | Bauart    | Bemerkungen                                                                                           | Bild |
| -------------------- | ------------------------------------------ | -------------------------------------------------------------------- | -------- | ----------- | --------- | --- | ---- |
| IIa alt bis 1868: IX | 67–68                                      |                                                                      | 2        | 1854        | 2A n2     | Kessel ursprünglich mit rückkehrendem Flammrohr und Kamin in Kesselmitte                              |      |
| IIa alt bis 1868: IX | 69–76                                      |                                                                      | 8        | 1854–1856   | 2'A n2    | |      |
| IIa alt bis 1868: IX | 7–14, 83–90                                |                                                                      | 16       | 1858–1863   | 2A n2     | |      |
| IIa alt bis 1868: Ic | 1, 2, 4                                    |                                                                      | 3        | 1856        | 2A n2     | Ersatzbauten für Gattung Ia                                                                           |      |
| IIa                  | 41…90, 452–463, 482–487                    | (36 7301–7303, 36 7311–7314, 36 7321–7323)                           | 24       | 1888–1890   | 2'B n2    | |      |
| IIb                  | 39…114                                     | (36 7321–7335)                                                       | 10       | 1891        | 2'B n2    | |      |
| IIc                  | 518–537, 572–574, 652–663                  | (36 1101–1106, 36 7351, 36 7361–7370, 36 7371, 36 7381–7382)         | 35       | 1892–1900   | 2'B n2    | |      |
| IId                  | 733–750                                    | (14 401–403, 14 451–454)                                             | 18       | 1902–1905   | 2'B1' n4v | |      |
| III bis 1868: XII    | 4…28, 99–112, 127–132, 141–149             |                                                                      | 41       | 1861–1865   | 2'B n2    | teilweise in IIIb umgebaut                                                                            |      |
| IIIa                 | 15…74, 230–236, 271–285, 356–362           |                                                                      | 49       | 1869–1875   | 2'B n2    | ursprünglich mit III bezeichnet; teilweise in IIIb umgebaut, nicht umgebaute Lok in IIIa umgezeichnet |      |
| IIIb                 |                                            |                                                                      | (ca. 70) | (1881–1897) | 2'B n2    | Umbau aus III/IIIa                                                                                    |      |
| IVa bis 1868: XIV    | 37…59, 176–199, 237–246                    |                                                                      | 46       | 1866–1870   | B n2      | alle 1880–1886 in B1' n2t mit Ersatzkessel umgebaut                                                   |      |
| IVb                  | 324–343                                    |                                                                      | 20       | 1873–1874   | 1B n2     | alle 1888–1892 in 1'B1' n2t mit Ersatzkessel umgebaut                                                 |      |
| IVc                  | 1…133, 362–381, 387–393, 422, 423          |                                                                      | 59       | 1875–1887   | 1'B n2    | |      |
| IVe                  | 18…356, 552–556, 575–595, 622–628, 664–690 | 38 7001–7007, 38 7021–7025, 38 7031–7034, 38 7041–7046, 38 7061–7073 | 83       | 1894–1900   | 2'C n4v   | |      |
| IVf                  | 751–765, 833–852                           | 18 201, 18 211–217, 18 231–238, 18 251–256                           | 35       | 1907–1913   | 2'C1' h4v | |      |
| IVg                  | 828–832                                    |                                                                      | 5        | 1912        | 1'C1' n4v | mit Clench-Dampftrockner                                                                              |      |
| IVh                  | 49, 64, 95, 1000–1016                      | 18 301–303, 18 311–319, 18 321–328                                   | 20       | 1918–1920   | 2'C1' h4v | |      |
| Va bis 1868: XI      | 91–98, 113–126                             |                                                                      | 22       | 1860–1863   | 1B n2     | 1 Lok 1875 in 1B n2t umgebaut                                                                         |      |
| VI bis 1868: Xc      | 47–52, 150–161, 218–229                    |                                                                      | 30       | 1864–1869   | C n2      | |      |
| P 8                  | 1153–1192                                  | 38 3793–3832                                                         | 40       | 1922        | 2'C h2    | wie preuß. P 8                                                                                        |      |

### Güterzuglokomotiven
| Gattung           | Bahnnummer(n)                                                                 | DR-Nummer(n) | Anzahl | Baujahr(e) | Bauart  | Bemerkungen | Bild |
| ----------------- | ----------------------------------------------------------------------------- | --- | ------ | ---------- | ------- | --- | ---- |
| VIIa bis 1868: Xd | 77–79, 162–173, 200–215, 247–270, 286–323, 394–401, 404–435, 464–477, 488–511 | 53 8501–8503, 53 8508–8512, 53 8514–8523, 53 8525–8528, 53 8534, 53 8539–8542, 53 8550–8552, 53 8556–8565, 53 8580–8586 | 171    | 1866–1891  | C n2    | |      |
| VIIb bis 1868: Xa | 77–82                                                                         | | 6      | 1855–1856  | C n2    | |      |
| VIIb bis 1868: Xb | 133–140                                                                       | | 8      | 1863       | C n2    | |      |
| VIIc              | 512–515                                                                       | 53 8587, 53 8597–8598                                                                                                   | 4      | 1891       | C n2    | |      |
| VIId              | 24…357, 516–517, 557–571, 596–621, 635–649, 703–732                           | (53 901–926, 53 8601–8665)                                                                                              | 109    | 1893–1902  | C n2v   | |      |
| VIIIa             | 344–355                                                                       | | 12     | 1875       | D n2    | |      |
| VIIIb             | 56, 57, 102, 105, 144, 180, 184, 191, 238 und 242                             | | 10     | 1886–1888  | D n2    | aus Konkursmasse der Sveriges & Norges Järnvägar AB bei Sharp, Stewart & Co. gekauft, 1892–1894 in Betrieb; baugleich mit pfälz. G 3 |      |
| VIIIc             | 518–519, 538–549, 629–634, 691–702                                            | (55 6101–6119) | 32     | 1893–1900  | B'B n4v | Gelenklokomotive Bauart Mallet |      |
| VIIIe             | 9…370, 771–780, 813–827                                                       | 56 701–709, 56 711–738                                                                                                  | 39     | 1908–1912  | 1'D n4v | mit Clench-Dampftrockner |      |
| VIIIe             | 3…390, 853–866                                                                | 56 751–776, 56 781–785                                                                                                  | 31     | 1913–1915  | 1'D h4v | |      |
| G 12              | 972–996, 1017–1081, 1125–1132                                                 | 58 201–225, 58 231–272, 58 281–303, 58 311–318                                                                          | 98     | 1918–1921  | 1'E h3  | wie preuß. G 12, 1037–1046 neu von Preußischer Staatsbahn gekauft                                                                    |      |

### Tenderlokomotiven
| Gattung           | Bahnnummer(n)            | DR-Nummer(n)                                                                                   | Anzahl | Baujahr(e) | Bauart      | Bemerkungen                                                                        | Bild |
| ----------------- | ------------------------ | ---------------------------------------------------------------------------------------------- | ------ | ---------- | ----------- | ---------------------------------------------------------------------------------- | ---- |
| Ia bis 1868: XIII | 174–175                  |                                                                                                | 2      | 1866       | B n2t       | für die vom Staat betriebene Privatbahn Dinglingen–Lahr                            |      |
| Ib                | 402–403                  | 88 7501–7502                                                                                   | 2      | 1874       | B n2t       | Schiffsbrückenlokomotiven, 402–403 1879 von der Pfalzbahn übernommen (ex VII–VIII) |      |
| Ib                | 240                      | 88 7503                                                                                        | 1      | 1893       | B n2t       | Schiffsbrückenlokomotiven, 402–403 1879 von der Pfalzbahn übernommen (ex VII–VIII) |      |
| Ic                | 60, 63, 65               |                                                                                                | 3      | 1880       | 1B n2t      |                                                                                    |      |
| Id                | 62, 436–437              |                                                                                                | 3      | 1882–1885  | 1A n2t      |                                                                                    |      |
| Ie                | 99…245, 443–449, 478–481 | 88 7511–7515, 88 7521–7522, 88 7531–7532, 88 7541–7548, 88 7551–7555, 88 7561–7563             | 30     | 1887–1893  | B n2t       |                                                                                    |      |
| If                | 339                      |                                                                                                | 1      | 1899       | B n2t       | 1904 mit Rheinau-Hafen Mannheim übernommen                                         |      |
| Ig                | 1…485, 845–899           | 70 101–105, 70 111–125                                                                         | 20     | 1914–1916  | 1B h2t      |                                                                                    |      |
| Ig                |                          | 70 126–133                                                                                     | 8      | 1927–1928  | 1B h2t      | Nachbau DR                                                                         |      |
| IVd               | 124…246                  | (71 7001–7005)                                                                                 | 14     | 1891       | 1'B1' n2t   |                                                                                    |      |
| Vb                | 3, 61, 64, 382–386       |                                                                                                | 8      | 1876–1877  | 1B n2t      |                                                                                    |      |
| VIa               | 358–359                  |                                                                                                | 2      | 1900       | 1'C n2t     |                                                                                    |      |
| VIb               | 4…389, 793–812           | 75 101–114, 75 121–136, 75 141–161, 75 171–179, 75 181–195, 75 201–216, 75 221–233, 75 241–258 | 131    | 1900–1908  | 1'C1' n2t   |                                                                                    |      |
| VIb               | 1133–1152, 1193–1214     | 75 261–302                                                                                     | 42     | 1921–1923  | 1'C1' n2t   | Nachbestellung Rbd Karlsruhe                                                       |      |
| VIc               | 875–894, 900–971         | 75 401–409, 75 411–441, 75 451–464, 75 471–473, 75 481–483, 75 491–494                         | 92     | 1914–1918  | 1'C1' h2t   |                                                                                    |      |
| VIc               | 1082–1124                | 75 1001–1023, 75 1101–1120                                                                     | 43     | 1920–1921  | 1'C1' h2t   | Nachbestellung Rbd Karlsruhe                                                       |      |
| VIIId             | 650–651                  |                                                                                                | 2      | 1900       | BB n2t      | Hagans-Triebwerk                                                                   |      |
| IXa               | 438–442, 450–451         | 89 8301–8302                                                                                   | 7      | 1887–1888  | C n2(4)t    | Zahnradlok für Höllentalbahn, 1910 Zahnradtriebwerk ausgebaut                      |      |
| IXb               | 344–345, 371, 736        | 97 201–204                                                                                     | 4      | 1910       | C1' n2(4v)t | Zahnradlok für Höllentalbahn                                                       |      |
| IXb               | 737–739                  | 97 251–253                                                                                     | 3      | 1921       | C1' n2(4v)t | Nachbestellung Rbd Karlsruhe                                                       |      |
| X                 | 149                      |                                                                                                | 1      | 1895       | B n2t       | Kranlokomotive, bereits 1898 wieder ausgemustert                                   |      |
| Xa                | 324…422                  | (89 501–506)                                                                                   | 6      | 1898–1901  | C n2t       | 1904 mit Rheinau-Hafen Mannheim übernommen                                         |      |
| Xb                | 11…651, 867–874, 997–999 | 92 201–232, 92 241–251, 92 261–266, 92 271, 92 281–290                                         | 68     | 1907–1919  | D n2t       |                                                                                    |      |
| Xb                | 8…726                    | 92 291–320                                                                                     | 30     | 1921       | D n2t       | Nachbestellung Rbd Karlsruhe                                                       |      |

### Schmalspurlokomotiven
| Gattung | Bahnnummer(n) | DR-Nummer(n) | Anzahl | Baujahr(e) | Bauart | Bemerkungen                                                                   | Bild |
| ------- | ------------- | ------------ | ------ | ---------- | ------ | ----------------------------------------------------------------------------- | ---- |
| —       | 1–4           | 99 7201–7204 | 4      | 1904       | C n2t  | für Mosbach–Mudau, im Auftrag der Badischen Staatsbahn von der DEBG betrieben |      |

Die badischen Schmalspurlokomotiven waren für Meterspur gebaut.

### Schlepptender
Die Badischen Staatseisenbahnen ließen die Schlepptender ab 1897 nicht mehr von den Produzenten der Lokomotiven bauen, sondern bestellten diese bei der belgischen Wagenbauanstalt Baume & Marpent. Ab 1912 wurden die Tender bei den Waggonfabriken Fuchs und Rastatt in Auftrag gegeben. Über 70 % aller ab 1897 von den Staatsbahnen konstruierten und angeschafften Tender stammten von einer der drei Wagenbauanstalten.
Dadurch entstanden mehrere Tenderreihen die nicht mehr an eine bestimmte Lokomotiv-Gattung gebunden waren, sondern jeweils bei mehreren Lokomotiv-Gattungen zum Einsatz kamen:
| - 3 T 13,5 | - 3 T 14 | - 2’2’ T 15 | - 2’2’ T 20 |

Erst ab 1918, mit der Anschaffung der G12-Lokomotiven, kaufte man die Tender wieder zusammen mit den Lokomotiven bei den Lokfabriken.

## Elektrolokomotiven
Die badischen Elektrolokomotiven wurden für die Wiesen- und Wehratalbahn, auf der am 13. September 1913 der elektrische Betrieb aufgenommen wurde, gebaut.
| Gattung | Bahnnummer(n) | DR-Nummer(n)                    | Anzahl | Baujahr(e) | Bauart    | Bemerkungen | Bild |
| ------- | ------------- | ------------------------------- | ------ | ---------- | --------- | ----------- | ---- |
| A1      | 1             |                                 | 1      | 1910       | 1'C1' w2u |             |      |
| A2      | 1–9           | E 61 01–03, E 61 05–09, E 61 14 | 9      | 1911–1912  | 1'C1' w2u |             |      |
| A3      | 1–2           | E 61 21–22                      | 2      | 1912–1913  | 1'C1' w2k |             |      |

## Triebwagen
Die badischen Triebwagen wurden im Bestand der Personen- und Gepäckwagen geführt, der in Gruppen eingeteilt war.
| Gruppe | Nummer(n) | DR-Nummer(n) | Anzahl | Baujahr(e) | Bauart       | Bemerkungen                                 | Bild |
| ------ | --------- | ------------ | ------ | ---------- | ------------ | ------------------------------------------- | ---- |
| 133c   | 6606      |              | 1      | 1902       | A1 n2        | Dampftriebwagen mit Kessel System Serpollet |      |
| 121a   | 1000–1007 | DT 1–8       | 8      | 1914–1915  | A1 h2        | Dampftriebwagen mit Kessel System Kittel    |      |
| 133d   | 6607      |              | 1      | 1903       | (A1)(1A) g2t | Akkumulatorentriebwagen                     |      |